# セーサル・ミルスタイン
セーサル・ミルスタイン（César Milstein、1927年10月8日 - 2002年3月24日）は、アルゼンチン生まれの生化学者で、人生の大半をイギリスで過ごし、帰化した。抗体を専門に研究し、ニールス・イェルネ、ジョルジュ・J・F・ケーラーとともに1984年度のノーベル生理学・医学賞を受賞した。スペイン語での発音はセーサル・ミルステイン。

## 生涯
ミルスタインはアルゼンチンのバイアブランカで生まれ、ブエノスアイレス大学を卒業し、生化学教授ストッパーニの下でアルデヒド脱水素酵素の研究を行い、博士号を取得した。1958年にブリティッシュ・カウンシルの支援を受けて、ケンブリッジ大学のマルコム・ディクソンの下でホスホグルコムターゼの金属イオンによる活性化機構の研究を行うことになった。この研究中、彼はフレデリック・サンガーとともに働いた。
1975年には王立協会のフェローに選ばれた。
2002年3月24日の早朝に、ケンブリッジで長年患っていた心臓病のため死去した。

## 研究
ミルスタインの研究の大部分は、抗体の構造と抗体の多様性が生まれる機構の解明に費やされた。1975年に彼と当時ポスドクだったG・J・F・ケーラーはモノクローナル抗体の作成に必要なハイブリドーマの技術を確立し、この研究が1984年のノーベル賞受賞につながった。この技術のおかげで、科学や医療の目的で抗体が大量に作れるようになった。
ミルスタイン自身、モノクローナル抗体の技術の開発に大きな貢献を果たした。彼はモノクローナル抗体の商用利用の研究も行い、組み換えDNA技術を用いたモノクローナル抗体のリガンド結合試薬としての利用や抗体工学分野の発展も予見していた。
ミルスタインは最初は、ジスルフィド結合を含むアミノ酸レベルでの抗体の多様性を研究していて、この研究の一部は妻のセリアとともに行われた。実験の対象はその後、抗体をコードする伝令RNAに移り、シグナル配列を持ったポリペプチド前駆体の存在を始めて示すことができた。核酸のシーケンス法の進歩によりハイブリドーマの作成が可能となり、抗原に応じた抗体の構造の変化を追うことができるようになった。彼は、抗体の多様性にとって、免疫グロブリンV遺伝子の高頻度の突然変異が重要であることを示した。免疫グロブリンV遺伝子が部分変異することによって免疫的に記憶された抗原に応じた抗体が生産される。晩年の彼の研究はこの突然変異機構の解明に向けられ、死ぬまで一週間に一報のペースで論文を書き続けた。

## 主な受賞歴
- ローゼンスティール賞（ブランダイス大学、1978年）
- アベリー・ラントシュタイナー賞（ドイツ免疫学会、1979年）
- ウルフ賞医学部門（1980年）
- ロベルト・コッホ賞（1980年）
- ルイザ・グロス・ホロウィッツ賞（コロンビア大学、1980年）
- ガードナー国際賞（1981年）
- フランクリン・メダル（1982年）
- ロイヤル・メダル（1982年）[2]
- カール・ラントシュタイナー記念賞（1982年）
- カルロス・フィンレイ微生物学賞（198年）
- アルバート・ラスカー基礎医学研究賞（1984年）
- ノーベル生理学・医学賞（1984年）
- コプリ・メダル（1989年）[2]
- クルーニアン・メダル（1989年）